# Upplands runinskrifter 352
Upplands runinskrifter 352 är en vikingatida runsten av gnejsgranit i Vreta, Frösunda socken och Vallentuna kommun. 
Runstenen är cirka 2 meter hög och 0,7-0,9 meter bred. Runhöjden är 7 till 9 centimeter.

## Inskriften
Translitterering av runraden:
× sihlauh × lit × stain[a r](i)ta × iftiʀ sihuiþ sun sin
Normalisering till runsvenska:
Siglaug let stæina retta æftiʀ Sigvið, sun sinn.
Översättning till nusvenska:
Siglög lät uppresa stenen efter Sigvid, sin son.